# 30. vestlige længdekreds
Den 30. vestlige længdekreds (eller 30 grader vestlig længde) er en længdekreds, der ligger 30 grader vest for nulmeridianen. Den løber gennem Ishavet, Grønland, Atlanterhavet, det Sydlige Ishav og Antarktis.